# Sar Kāzeh
Sar Kāzeh (persiska: حُسِين آباد, Ḩoseynābād, Ḩoseynābād Sar Kāzeh, حسین آباد سر کازه, سر کازه) är en ort i Iran.   Den ligger i provinsen Yazd, i den centrala delen av landet, 600 km sydost om huvudstaden Teheran. Sar Kāzeh ligger 1 768 meter över havet och antalet invånare är 109.
Terrängen runt Sar Kāzeh är huvudsakligen kuperad, men åt nordost är den platt.Runt Sar Kāzeh är det glesbefolkat, med 15 invånare per kvadratkilometer. Närmaste större samhälle är Behābād, 14,4 km norr om Sar Kāzeh. Omgivningarna runt Sar Kāzeh är i huvudsak ett öppet busklandskap.